# Marklowice Górne

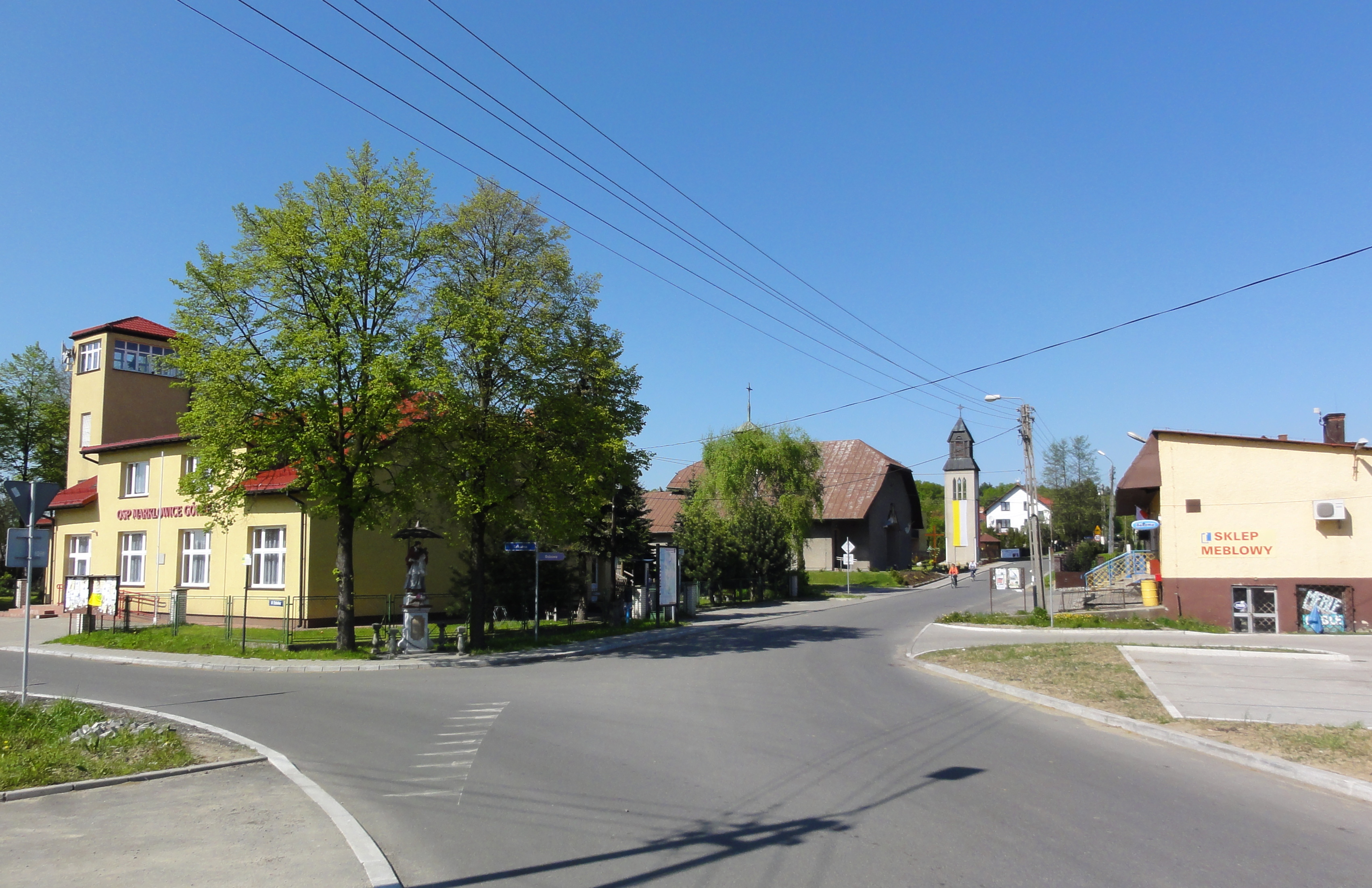
Ortsmitte

Marklowice Górne (deutsch Ober Marklowitz) ist eine Ortschaft mit einem Schulzenamt der Gemeinde Zebrzydowice im Powiat Cieszyński der Woiwodschaft Schlesien, Polen.

## Geographie
Marklowice Górne liegt im Ostrauer Becken (Kotlina Ostrawska), am Piotrówka etwa 35 Kilometer westlich von Bielsko-Biała und 55 Kilometer südlich von Katowice im Powiat (Kreis) Cieszyn.
Das Dorf hat eine Fläche von 464 Hektar.
Nachbarorte sind die Stadt Jastrzębie-Zdrój im Norden, Zebrzydowice im Osten, Tschechien im Westen (Petrovice u Karviné/Dolní Marklovice).

## Geschichte
Das Dorf liegt im Olsagebiet (auch Teschener Schlesien, polnisch Śląsk Cieszyński).
Der Ort wurde um 1305 im Liber fundationis episcopatus Vratislaviensis (Zehntregister des Bistums Breslau) erstmals urkundlich als „Item [in] Marclowitz debent esse triginta mansi“ erwähnt. Der Name ist patronymisch abgeleitet vom deutschen Vornamen Mark(e)l (≤ Markwart) mit dem typischen patronymischen Wortende -(ow)ice.
Politisch gehörte das Dorf ursprünglich zum Herzogtum Teschen, dies bestand ab 1290 in der Zeit des polnischen Partikularismus. Seit 1327 bestand die Lehnsherrschaft des Königreichs Böhmen und seit 1526 gehörte es zur Habsburgermonarchie.
Im 15. Jahrhundert wurde Marklowice erstmals in zwei Teile geteilt: Marklowice Górne wurde erstmals im Jahre 1467 als wes wrchnye Marklowycze und später im Jahre 1590 als wes Horny Marklowicze erwähnt. Deutliche Teilung entstand im 17. Jahrhundert.
Nach der Aufhebung der Patrimonialherrschaften wurden sie ab 1850 zwei Gemeinde in Österreichisch-Schlesien, Bezirk Teschen (ab 1868 Freistadt) und Gerichtsbezirk Freistadt. Im späten 19. Jahrhundert wurden die Gemeinden verbunden mit etwa 960 ha. In den Jahren 1880–1910 stieg die Einwohnerzahl der Gemeinde Marklowice von 1194 im Jahr 1880 auf 1512 im Jahr 1910 an, es waren überwiegend polnischsprachige (zwischen 98 % und 99,6 %), deutschsprachige (18 oder 1,6 % im Jahre 1880) und tschechischsprachige (1 oder 1 % im Jahre 1890). Im Jahre 1910 waren 98,4 % römisch-katholisch, 13 (0,9 %) evangelisch, es gab 11 (0,7 %) Juden.
1920, nach dem Zusammenbruch der k.u.k. Monarchie und dem Ende des Polnisch-Tschechoslowakischen Grenzkriegs, wurde die Gemeinde geteilt, Marklowice Dolne kam zu Polen und Dolní Marklovice zu Tschechoslowakien. Unterbrochen wurde dies nur durch die Besetzung Polens durch die Wehrmacht im Zweiten Weltkrieg.
Von 1975 bis 1998 gehörte Marklowice Górne zur Woiwodschaft Katowice.

## Baudenkmäler
Das Haus Nummer 24 ist ein Wehrhaus (Dwór obronny) im Stil der Spätrenaissance. Es wurde in der ersten Hälfte des 17. Jahrhunderts für die Teschener Herzogin Elisabeth Lukretia errichtet und im 18. und 19. Jahrhundert zu einem Speicher umgebaut.